# Mjärde

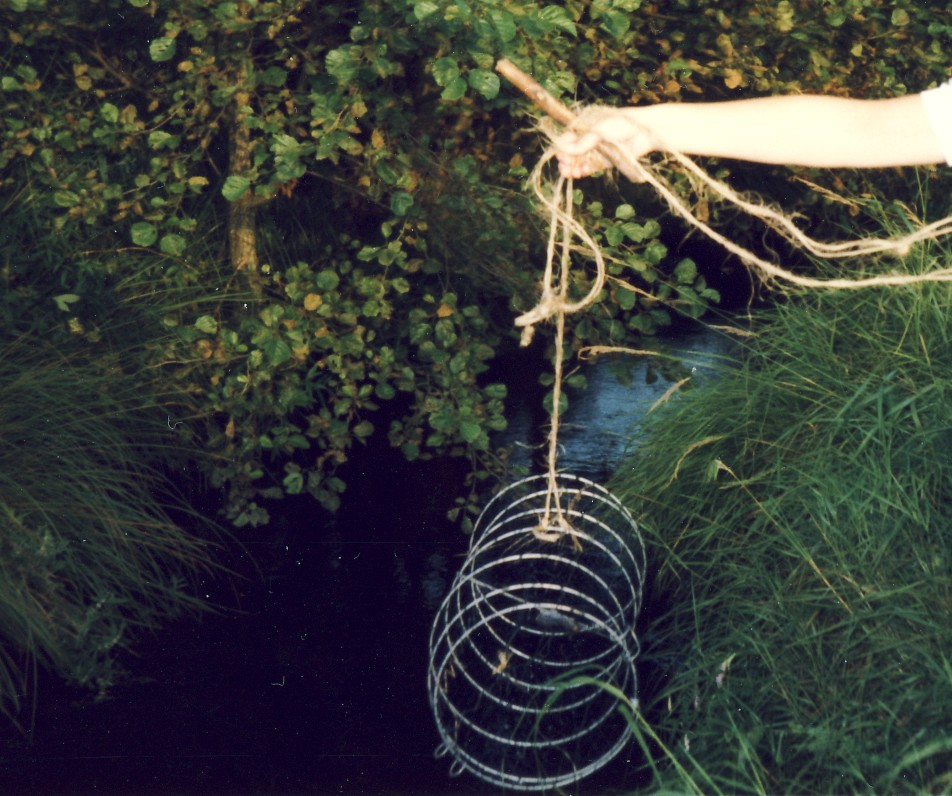
En kräftmjärde sätts ut.

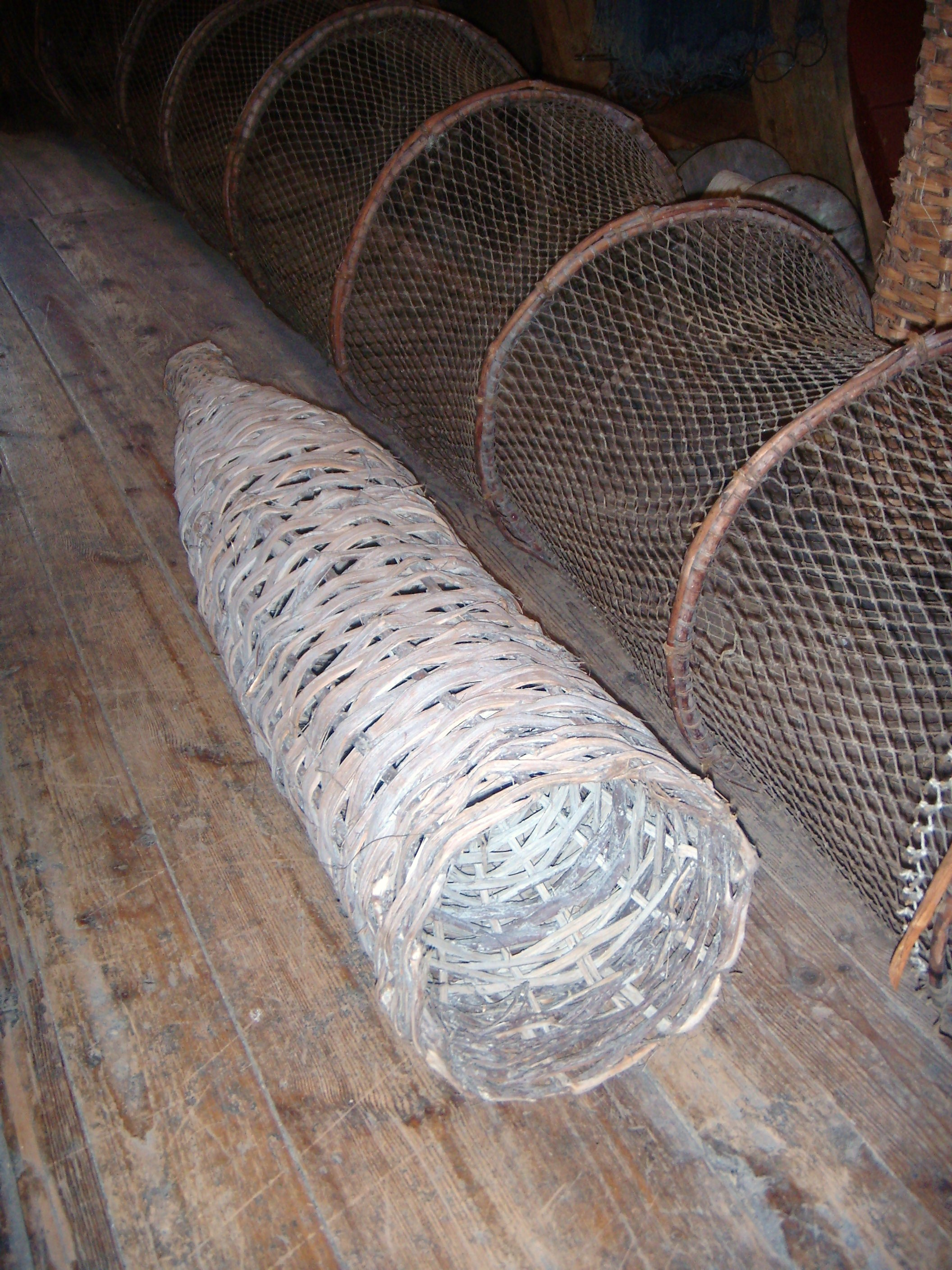
Äldre svensk mjärde i flätad en, en modell med anor från urminnes tider. I bakgrunden en ryssja.

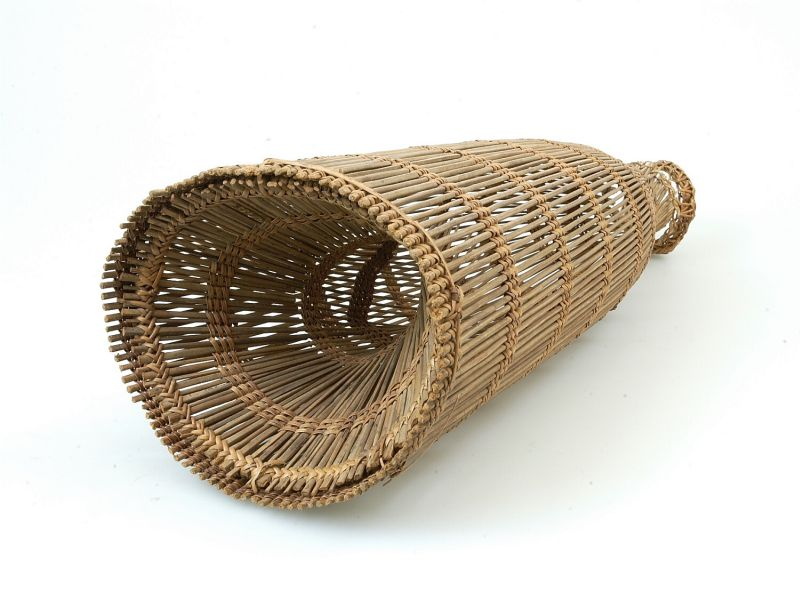
Mjärde från Indonesien.

Mjärde (fiskkasse, kupa) är ett passivt fiskeredskap av instängningstyp som består av en eller flera avsmalnande burar eller korgar som fisken lätt kan simma in igenom men har svårt att hitta ut ur. Ursprungligen tillverkades mjärdar av exempelvis vidjor eller träspjälor, men numera är de ofta av nät som sitter spänt kring en styv stomme. Till skillnad från ryssjan kan mjärden inte skjutas ihop i längsriktningen och är därför vanligen ett ganska litet redskap.
Mjärden används vid fiske av bland annat kräftor och kallas då även för kräftbur. Större modeller används för småfisk, som abborre och mört. Redskapet placeras på botten och förses ibland med ledarmar och bete.
Fiskeredskapet är mycket gammalt och man har hittat mjärdar från jägarstenåldern. En mjärde som grävts fram vid bygget av Citytunneln i Malmö har daterats till 5 500 f.Kr. Den finns utställd på Malmö museer.
I Västerbottens inland kallas detta fångstredskap för "kuse". I Finland finns namnformerna katiska, katscha, katsa, kasse och kass.
Mjärde kan även vara fångstredskap för möss och råttor.